# Bauer Media Group
Bauer Media Group, cuya razón social es Heinrich Bauer Verlag KG, es un grupo de comunicación multinacional con sede en Hamburgo, Alemania, que opera en 16 países en todo el mundo. Desde que la compañía fue fundada en 1875, ha sido de propiedad privada y gestionado por la familia Bauer. Antes fue llamado Heinrich Bauer Verlag KG.
La tirada mundial de revistas de Bauer Media Group asciende a 38 millones ejemplares a la semana.

## Historia
La compañía fue fundada en 1875 por el litógrafo Johann Andreas Ludolph Bauer (1852-1941) en Hamburgo. Bauer abrió una imprenta con la edad de 23 años. La empresa se centró en la producción de tarjetas de visita. La empresa pasó a su primer hijo Heinrich Friedrich Matías (1874-1949) y más tarde a su nieto Alfred (1898-1984).[cita requerida]

## Resultados económicos
Bauer publica 570 revistas en 15 países. En Alemania publica 54 revistas y diarios locales. Sus periódicos alcanzan una circulación de 14 millones de ejemplares en Alemania. Generó una facturación en 2012 de 2.180 millones recaudados de euros, mientras que en el extranjero ingresó 1.350 millones de euros. Bauer Media contaba en 2012 con aproximadamente 11.000 empleados.
Bauer es el líder de mercado en el segmento de la revista juvenil, gracias a Bravo, que una tirada de 7,2 millones de ejemplares, así como en las revistas femeninas semanales y para adolescentes.

## Bauer en España
El Grupo de Comunicación está presente en España con ocho productos:[cita requerida]
- BRAVO por ti
- BRAVOPORTI.com
- Loka Magazine
- Clan
- Como tu
- DOKU SUDOKU Plus
- revistacomotu.com
- Top selección Su-doku
- Autodefinidos